# Akira Santillan
Akira Santillan (japanisch サンティラン アキラ Santiran Akira; * 22. Mai 1997 in Tokio) ist ein australisch-japanischer Tennisspieler, der zwischen 2015 und Juli 2017 für Japan antrat.

## Persönliches
Santillan wurde in Tokio als Sohn einer Japanerin und eines Südafrikaners geboren. Als er acht Jahre alt war, zog seine Familie nach Gold Coast, Australien, wo sie auch die Staatsbürgerschaft annahmen. Er spielte viele Jahre in seiner neuen Heimatstadt, ehe er nach Brisbane zog, um am nationalen Tennisprogramm im Queensland Tennis Centre teilzunehmen.

## Karriere
Auf der Junior-Tour stieg er im September 2015 bis auf Platz sieben der Weltrangliste auf. Er erreichte bei den Australian Open 2015 als bestes Ergebnis bei einem Junior-Grand-Slam ein Halbfinale. Im Doppel stand er 2014 bei den French Open mit Lucas Miedler sowie 2015 in Wimbledon mit Reilly Opelka jeweils im Finale.
Santillan entschied sich Anfang 2015 nach einem Streit mit Tennis Australia von nun an für Japan zu spielen.
Ab März 2015 spielte Akira Santillan regelmäßig auf der Profi-Tour. Auf Anhieb gelangen ihm auf der ITF Future Tour erste Erfolge: Ein Halbfinale sowie zwei Finaleinzüge, von denen er eines zum Titel ummünzen konnte, standen zu Buche, sodass er Ende des Jahres schon auf Weltranglistenplatz 616 stand.
Bis Mai 2016 hatte er bereits weitere 100 Positionen gut gemacht, als er für die Qualifikation des Masters in Madrid eine Wildcard erhielt. Hier unterlag er dem Russen Michail Juschny knapp mit 3:6, 6:7 (7:9). Nach drei Future-Titeln bei vier Turnierteilnahmen konnte der Japan-Australier erstmals an einem Challenger-Turnier teilnehmen. Im kolumbianischen Cali gewann er gegen den zweitgesetzten Alejandro González in zwei Sätzen, ehe er gegen Cristian Rodríguez verlor. Schließlich bekam Santillan dank jüngster Erfolge erstmals eine Wildcard für ein Turnier der ATP World Tour. In Kitzbühel war er gegen Jan-Lennard Struff chancenlos. In Shenzhen verlor er ein weiteres Mal in Runde eins des Hauptfeldes auf der World Tour und in Trnava zog Santillan erstmals in ein Challenger-Halbfinale ein. Im Doppel schaffte er es noch ein bisschen weiter: In Segovia und Ningbo stand er jeweils im Finale, obgleich ihm ein Challenger-Titel nicht vergönnt war. Sein Jahr beendete Akira Santillan auf Platz 216 respektive 319 im Doppel.
Das Jahr 2017 begann Santillan bei den Bangkok Open, einem Challenger-Turnier, wo er früh ausschied. In der Qualifikation für die Australian Open verlor er in Runde zwei gegen Thomas Fabbiano. Seinen ersten Challenger-Titel im Einzel holte er in Winnetka mit einem Sieg im Finale gegen Ramkumar Ramanathan. Im Juli 2017 beschloss er, fortan unter australischer Flagge anzutreten.

## Erfolge
| Legende (Anzahl der Siege)  |
| Grand Slam                  |
| ATP World Tour Finals       |
| ATP World Tour Masters 1000 |
| ATP World Tour 500          |
| ATP World Tour 250          |
| ATP Challenger Tour (4)     |

### Einzel

#### Turniersiege
| Nr. | Datum         | Turnier  | Belag     | Finalgegner         | Ergebnis  |
| --- | ------------- | -------- | --------- | ------------------- | --------- |
| 1.  | 15. Juli 2017 | Winnetka | Hartplatz | Ramkumar Ramanathan | 7:61, 6:2 |

### Doppel

#### Turniersiege
| Nr. | Datum             | Turnier  | Belag         | Partner          | Finalgegner                               | Ergebnis          |
| --- | ----------------- | -------- | ------------- | ---------------- | ----------------------------------------- | ----------------- |
| 3.  | 6. Mai 2018       | Savannah | Sand          | Luke Bambridge   | Enrique López Pérez Jeevan Nedunchezhiyan | 6:2, 6:2          |
| 2.  | 18. November 2018 | Kōbe     | Hartplatz (i) | Gonçalo Oliveira | Li Zhe Gō Soeda                           | 2:6, 6:4, [12:10] |
| 3.  | 21. Oktober 2023  | Hamburg  | Hartplatz (i) | Dennis Novak     | Alexandru Jecan Mick Veldheer             | 6:4, 3:6, [10:3]  |